# Pteridrys
Pteridrys es un género de helechos perteneciente a la familia Tectariaceae.

## Taxonomía
El género fue descrito por Christensen & Ching y publicado en Bull. Fan Mem. Inst. Biol. Bot. 5(3): 129–130. 1934.

## Especies aceptadas
A continuación se brinda un listado de las especies del género Pteridrys aceptadas hasta enero de 2013, ordenadas alfabéticamente. Para cada una se indica el nombre binomial seguido del autor, abreviado según las convenciones y usos:
- Pteridrys australis Ching
- Pteridrys cnemidaria (H. Christ) C. Chr. & Ching
- Pteridrys lofouensis (H. Christ) C. Chr. & Ching
- Pteridrys microthecia (Fée) C. Chr. & Ching
- Pteridrys nigra Ching & Chu H. Wang
- Pteridrys olivacea (Rosenst.) Copel.
- Pteridrys syrmatica (Willd.) C. Chr. & Ching